# Kyriakos Mitsotakis

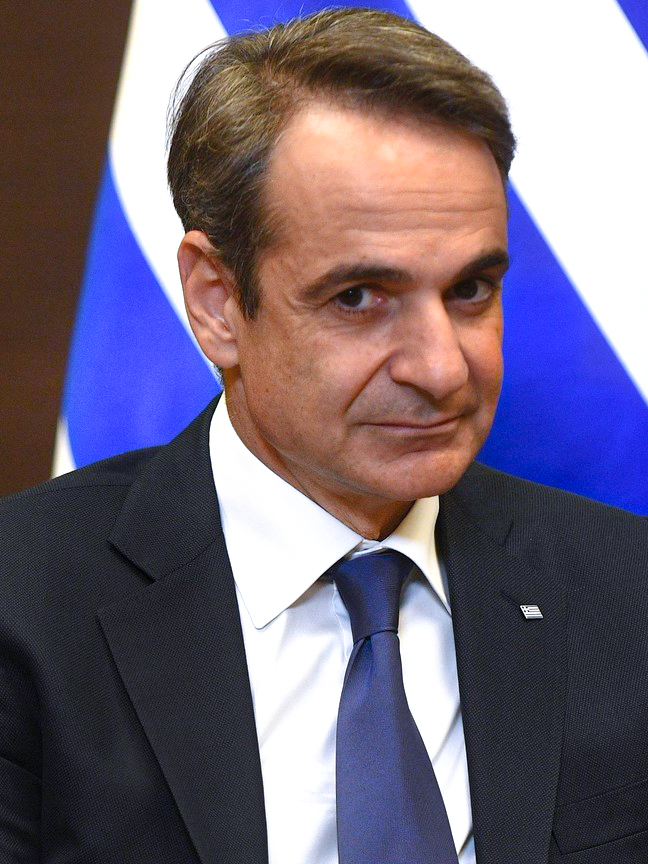
Kyriakos Mitsotakis (2021)

Kyriakos Mitsotakis (griechisch Κυριάκος Μητσοτάκης, * 4. März 1968 in Athen) ist ein griechischer Politiker und seit 8. Juli 2019 griechischer Ministerpräsident (mit kurzer Unterbrechung vom 25. Mai 2023 bis zum 26. Juni 2023).
Seit dem 11. Januar 2016 ist er Vorsitzender der Nea Dimokratia (ND). Zuvor war er von 2013 bis 2015 Minister für die Verwaltungsreform und E-Government im Kabinett Andonis Samaras sowie von 2016 bis 2019 Oppositionsführer im griechischen Parlament.

## Leben
Kyriakos Mitsotakis stammt aus einer kretischen Familie, die sich in Athen niedergelassen hatte, und traditionell politisch aktiv war; unter anderem war der ehemalige griechische Premierminister Eleftherios Venizelos der Bruder seiner Urgroßmutter. Sein Vater Konstantinos Mitsotakis (1918–2017) musste während der griechischen Militärjunta als oppositioneller Politiker im Exil leben. Die Familie floh in die Türkei und zog anschließend nach Paris, als Kyriakos 6 Monate alt war, und kehrte 1974 nach Ende der Diktatur zurück. Sein Vater war von April 1990 bis Oktober 1993 Ministerpräsident Griechenlands (Kabinett Konstantinos Mitsotakis) und später Ehrenpräsident der Nea Dimokratia. Seine Schwester Dora Bakoyanni war u. a. zur Zeit der olympischen Sommerspiele Bürgermeisterin von Athen (2003–2006) und anschließend Außenministerin (2006–2009). Kostas Bakoyannis, ihr Sohn zweiter Ehe, Kyriakos’ Neffe, war von 2019 bis 2023 Athener Bürgermeister.
1986 schloss Kyriakos Mitsotakis das Athens College als Jahrgangsbester ab und studierte in Harvard und Stanford. Er ist mit der Mareva Grabowski verheiratet; sie haben drei Kinder (Sophia, Konstantinos und Dafni). Kyriakos Mitsotakis spricht fließend Englisch und Französisch sowie etwas Deutsch.

## Werdegang
Mitsotakis studierte von 1986 bis 1990 Sozialwissenschaften an der Harvard University in Cambridge, Massachusetts und erhielt dort einen Bachelor mit summa cum laude.
Von 1990 bis 1991 arbeitete er als Wirtschaftsanalytiker bei der Chase Manhattan Bank in London und leistete anschließend seinen Wehrdienst in Griechenland ab. Danach erwarb er an der Universität Stanford in den USA seinen Master für „Internationale Wirtschaftsbeziehungen“ mit Schwerpunkt „Europäische Einigung“. Mit dem Erwerb eines weiteren Masters in Betriebswirtschaft an der Harvard Business School hat er seine Studien abgeschlossen. Zwischen 1995 und 2003 arbeitete er bei McKinsey und griechischen Banken.
Seit März 2004 ist er Abgeordneter der Nea Dimokratia im griechischen Parlament. Vom 25. Juni 2013 bis 26. Januar 2015 war er Minister für Verwaltungsreform und E-Government im Kabinett Samaras.
Mitsotakis wurde am 10. Januar 2016 in einer Stichwahl von der Parteibasis und Unterstützern der Nea Dimokratia zum Parteivorsitzenden gewählt.

## Politische Ansichten und Werk
Mitsotakis wird auch parteiintern eher dem wirtschaftsliberalen Flügel der Nea Dimokratia zugeordnet. Er legte während seiner Amtszeit als Minister für die Verwaltungsreform detaillierte Pläne für Einsparungen im Staatsapparat vor, die unter anderem bei Staatsangestellten die Angleichung (einheitliche Besoldungsgruppen) nach unten von Gehaltsungleichheiten vorsahen. Im Gegenzug schlug er eine Senkung der Steuern um mindestens eine Milliarde Euro vor. Diese relativ radikale Reform wurde jedoch vom damaligen Koalitionspartner PASOK abgelehnt und deshalb von der Regierung aufgegeben. Im Übrigen war er überwiegend mit Personalversetzungen und der Verbesserung der Elektronischen Datenverarbeitung beschäftigt, mit dem Ziel, die Effizienz der Verwaltung zu erhöhen und den Bürgern unnötige Behördengänge zu ersparen. Des Weiteren schlug er auch ein Bewertungssystem für Staatsbeamte vor, das seiner Aussage nach jedoch nur zu Beförderungszwecken und zur Vergabe von Bonus-Zahlungen eingeführt werden sollte; keinesfalls sollte es zur Entlassung schlecht bewerteter Beamter kommen. Diese Pläne konnten vor dem Regierungswechsel am 26. Januar 2015 nicht umgesetzt werden und wurden von der neuen Regierung nicht weiterverfolgt.
Im Laufe seiner Kandidatur zum Parteivorsitzenden der Nea Dimokratia kam er auf seine früheren Einsparpläne zurück und schlug konkrete Einsparungen von 2 Milliarden Euro vor, um im Gegenzug ein Steuersenkungspaket zu finanzieren.

## Ministerpräsident
Umfragen deuteten bereits seit mindestens 2017 darauf hin, dass Mitsotakis nach der nächsten Parlamentswahl in Griechenland Ministerpräsident werden würde. Bei der Europawahl am 26. Mai 2019 unterlag der griechische Ministerpräsident Alexis Tsipras der Opposition Kyriakos Mitsotakis’ deutlich, worauf jener noch am gleichen Abend vorgezogene Neuwahlen am 7. Juli 2019 ankündigte. Diese gewann Mitsotakis’ ND, woraufhin er einen Tag später als neuer Ministerpräsident vereidigt wurde.
Nachdem Griechenland unter seinem Vorgänger Alexis Tsipras schon 2016 das erste IWF-Kreditpaket von 20,1 Mrd. € zurückgezahlt hatte, konnte unter Mitsotakis im April 2022 die Restschuld von 11,8 Mrd. € (zweites Kreditpaket) fast zwei Jahre früher als geplant beglichen werden. Die vorgezogene Rückzahlung sparte dem Land 230 Millionen Euro an Zinsen. Mitsotakis erklärte, dass diese vorzeitige Rückzahlung das „Kapitel der Staatsschuldenkrise von 2010“ für Griechenland schließe.
Im Sommer 2022 wurde Mitsotakis’ Regierung von einem Abhörskandal erschüttert. Infolgedessen traten sein Büroleiter, der zugleich der Neffe des Ministerpräsidenten ist, und der Leiter des Geheimdienstes zurück.
Nachdem nach der Parlamentswahl im Mai 2023 keine Regierungsbildung zustande gekommen war, wurde Mitsotakis am 25. Mai 2023 übergangsweise von Ioannis Sarmas abgelöst. Bei der Parlamentswahl im Juni 2023 konnte seine Partei die absolute Mehrheit der Sitze erringen. Daraufhin wurde Mitsotakis am 26. Juni 2023 erneut als Ministerpräsident vereidigt.